# Usza Romanowska (osada kolejowa)
Usza Romanowska – dawna koszarka kolejowa. Tereny, na których była położona leżą obecnie na Białorusi, w obwodzie mińskim, w rejonie mołodeckim, w sielsowiecie Olechnowicze.

## Historia
W czasach zaborów w powiecie wilejskim, w guberni wileńskiej Imperium Rosyjskiego.
W latach 1921–1945 koszarka leżała w Polsce, w województwie wileńskim, w powiecie wilejskim, od 1927 roku w powiecie mołodeckim, w gminie Radoszkowice.
Powszechny Spis Ludności z 1921 roku nie podał danych dotyczących miejscowości. W 1931 w 7 domach zamieszkiwało 31 osób.
Wierni należeli do parafii rzymskokatolickiej i prawosławnej w Dubrowej. Miejscowość podlegała pod Sąd Grodzki w Krasnem i Okręgowy w Wilnie; właściwy urząd pocztowy mieścił się w Dubrowej.
W wyniku napaści ZSRR na Polskę we wrześniu 1939 miejscowość znalazła się pod okupacją sowiecką. 2 listopada została włączona do Białoruskiej SRR. Od czerwca 1941 roku pod okupacją niemiecką. W 1944 miejscowość została ponownie zajęta przez wojska sowieckie i włączona do Białoruskiej SRR.